# Laniocera
Genre
Le genre Laniocera regroupe deux espèces d'oiseaux appartenant à la famille des Tityridae. Aulia est le nom français que la nomenclature aviaire en langue française (mise à jour) a donné à ces 2 espèces de passereaux.

## Liste d'espèces
D'après la classification de référence (version 2.2, 2009) du Congrès ornithologique international (ordre phylogénique) :
- Laniocera rufescens – Aulia tacheté
- Laniocera hypopyrra – Aulia cendré